# Cleteomonomma
Cleteomonomma is een geslacht van kevers uit de familie somberkevers (Zopheridae).

## Soorten
Deze lijst is mogelijk niet compleet.
- C. descarpentriesi
- C. spinoculatum